# Plessis-Saint-Benoist
Plessis-Saint-Benoist là một xã ở tỉnh Essonne thuộc vùng Île-de-France miền bắc nước Pháp.
Theo điều tra dân số năm 1999, dân số xã này là 273 người. Ước tính dân số năm 2006 là 306.
Danh xưng cư dân địa phương Plessis-Saint-Benoist trong tiếng Pháp là Benats.